# The Gelignite Gang
Pour plus de détails, voir Fiche technique et Distribution.
The Gelignite Gang est un film britannique réalisé par Francis Searle et Terence Fisher (non crédité), sorti en 1956.

## Synopsis
À Londres, Jimmy Baxter, un détective américain, est embauché par des sociétés d'assurances pour trouver "Mr. G", le chef d'un gang de perceurs de coffres-forts connu sous le nom du "gang de la gelignite". Jimmy accepte le cas, malgré les conseils de son associé anglais John Rutherford, qui le prévient que l'affaire est très dangereuse. Sally Morton, la secrétaire de Jimmy, va découvrir des éléments qui vont l'aider à résoudre l'affaire.

## Fiche technique
- Titre original : The Gelignite Gang
- Titre américain : The Dynamiters
- Réalisation : Francis Searle et Terence Fisher (non crédité)
- Scénario : Brandon Fleming (en)
- Direction artistique : John Elphick
- Photographie : Cedric Williams (en)
- Son : Sid Squires
- Montage : Doug Myers
- Musique : Gene Crowley, Jerry Levy
- Production : Geoffrey Goodheart
- Production exécutive : Brandon Fleming (en)
- Production déléguée : George Minter
- Société de production : Cybex Film Productions
- Société de distribution : Renown Pictures Corporation
- Pays d'origine :  Royaume-Uni
- Langue originale : anglais
- Format : Noir et blanc  — 35 mm — 1,37:1 — son mono
- Genre : Thriller
- Durée : 75 minutes
- Dates de sortie : 
  - Royaume-Uni : mars 1956
  - États-Unis : avril 1956

## Distribution
- Wayne Morris : Jimmy Baxter
- James Kenney : Chapman
- Patrick Holt : Rutherford
- Sandra Dorne (en) : Sally Morton
- Arthur Young : Scobie
- Eric Pohlmann : Popoulos
- Lloyd Lamble : inspecteur Felby
- Hugh Miller : Crosby
- Bertha Russell : la mère de Chapman
- Leigh Crutchley : Hopman
- Monti DeLyle : Barton, alias Adolf Bergman
- Bernadette Milnes : Kay Mallen
- Mark Daly : Carter, un gardien
- Ossie Waller : Jackson, un gardien
- Simone Silva : Simone

## Chanson du film
- Soho Mambo, paroles et musique de Gene Crowley, interprétée par Simone Silva